# Stellidia concinna
Stellidia concinna är en fjärilsart som beskrevs av William Schaus 1913. Stellidia concinna ingår i släktet Stellidia och familjen nattflyn. Inga underarter finns listade i Catalogue of Life.